# Taguatinga EC
Taguatinga Esporte Clube – brazylijski klub piłkarski z siedzibą w mieście Taguatinga wchodzącym w skład Dystryktu Federalnego.

## Osiągnięcia
- Mistrz Dystryktu Federalnego (6): 1981, 1989, 1990*, 1991, 1992, 1993
- Wicemistrz Dystryktu Federalnego (4): 1978, 1985, 1986, 1987

*mistrzostwo wspólnie z klubem Gama

## Historia
Klub Taguatinga założony został 27 stycznia 1964. Jest pięciokrotnym mistrzem i pięciokrotnym wicemistrzem Dystryktu Federalnego. Ostatnim poważnym sukcesem klubu było wicemistrzostwo II ligi (Segunda Divisão) mistrzostw stanu (Campeonato Brasiliense) w 1997 roku.